# Vikings de Villeneuve-d'Ascq
 (mars 2019).
Stade
Maillots
Saison en cours

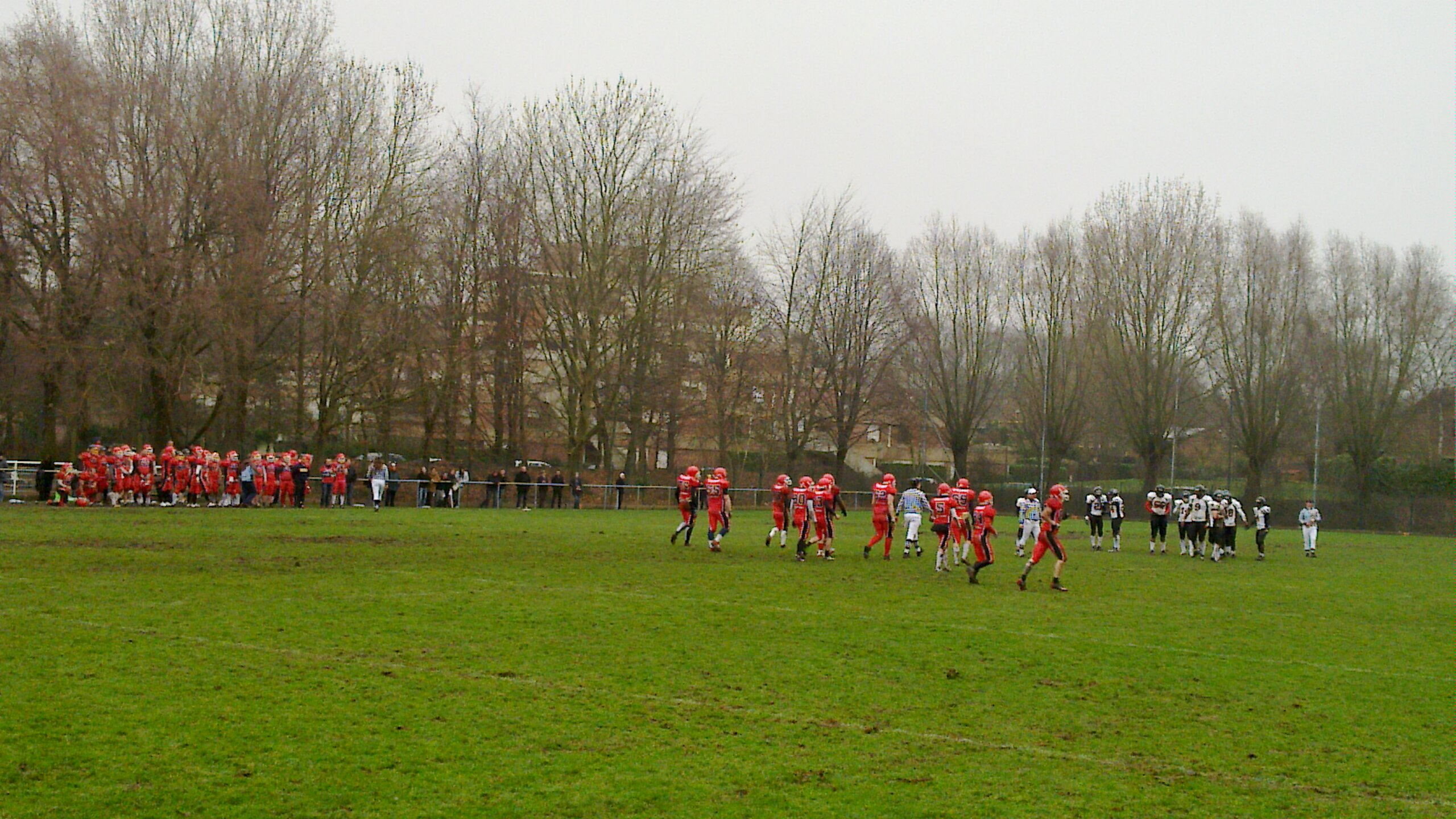
Les Vikings lors d'un match.

Les Vikings de Villeneuve-d’Ascq est un club de football américain et de flag football situé à Villeneuve-d'Ascq.
L'équipe senior évolue depuis la saison 2023 dans la Poule 2 de la Conférence A de la 2e division du championnat de France de football américain.

## Le Club
Le club des Vikings de Villeneuve d'Ascq est fondé en 1986 par Philippe Delporte et comporte actuellement trois disciplines, le football américain, le flag football et le handiflag.

### Affiliation
Les Vikings de Villeneuve d'Ascq est affilié à la Fédération Française de Football américain (FFFA) qui compte aujourd'hui  23 579 licenciés répartis dans 233 clubs. Le club est actuellement un des plus gros club de France en termes de nombres de licenciés.

### Historique
- 1986  Création du club
- 2000 Création de l’équipe U19
- 2003 Création de l’équipe U16
- 2005 Création de l’équipe U14
- Montée des Seniors A en D2
- 2009 Descente des Seniors A en D3
- Création de l’équipe Féminines
- 2010 Création de la section Handiflag
- 2015 Remontée des Seniors A en D2
- Début des Maraudes[3]
- 2019 Montée en 1re Division
- 2023 Descente en D2

## Les équipes
Les Vikings de Villeneuve d'Ascq compte actuellement :
- Six équipes de football américain : 
  - Une équipe senior évoluant en 2e division nationale.
  - Une équipe réserve en championnat régional Haut de France.
  - Une équipe U18 en Championnat de France.
  - Une équipe U15 en Championnat Territorial à 9.

- Quatre équipes de flag football :
  - Une équipe mixte +18 ans évoluant en championnat de France.
  - Une équipe Féminine + 19 ans, disputant la Coupe de France Féminine.
  - Des équipes - de 18 ans, - de 15, - de 13, - de 11, - de 9, - de 7 et Baby flag de 3 à 5 ans disputant des tournois.
  - Une équipe + de 18 ans en Flag adapté, en partenariat avec les Lauriers.

## Palmarès
- Saison 2019 : Champions de 2e Division
- Saison 2018 : Champions de conférence Nord de 2e Division
- Saison 2009 : Champions de France de Flag des -18 ans
- Saison 1999 : Champion régional Senior (8V 0D)
- De 1995 à 1999: Champion régional de flag